# Conteville-lès-Boulogne
Conteville-lès-Boulogne település Franciaországban, Pas-de-Calais megyében. Lakosainak száma 531 fő (2022. január 1.). Conteville-lès-Boulogne Wierre-Effroy, Pernes-lès-Boulogne, La Capelle-lès-Boulogne és Belle-et-Houllefort községekkel határos.

## Népesség
A település népességének változása:
| Lakosok száma | 486  | 476  | 479  | 478  | 491  | 505  | 518  | 521  | 531  |
|               | 2013 | 2015 | 2016 | 2017 | 2018 | 2019 | 2020 | 2021 | 2022 |